# Костел Пресвятого Серця Господа Ісуса (Ладичин)
Костел Пресвятого Серця Господа Ісуса в Ладичині — римсько-католицька церкви в селі Ладичині Тернопільської области України.

## Відомості
- 1911 — коштом Й. Рейової облаштовано тимчасову каплицю в дерев'яному будинку колишньої корчми та засновано парафіяльну експозитуру
- 27 червня 1913 — єпископ Владислав Бандурський освятив фундамент мурованого костелу (проєкт Т. Обмінського; кошти Й. Рейової і парафіян).
- 19 листопада 1922 — збудовано храм.
- 1924 — освячення святині архієпископом Болеславом Твардовським.